# 西大室町
西大室町（にしおおむろまち）は、群馬県前橋市の地名。郵便番号は379-2104。2013年現在の面積は4.41km2。

## 地理
前橋市の東部、赤城山南麓の末端に位置している。東部は多田山の給料が南北に走り、北部は七ッ石を中心に赤城山南麓のやや急な斜面。ほぼ中央を神沢川、東部を桂川がそれぞれ南流し、その間に小さな丘が散在している。

### 河川
- 神沢川
- 桂川

## 歴史
江戸時代頃からある地名である。はじめは大胡城主牧野氏領、元和2年に前橋藩領、明和5年に幕府領代官前沢藤十郎支配地、天明5年に前橋藩領、天保14年に幕府領岩鼻代官林部善太左衛門支配地、弘化2年から前橋藩領だった。
もとは東大室村（現:東大室町）と一村で大室村と称していた。

### 年表
- 1889年4月1日 町村制施行により、西大室村は荒子村、ニ之宮村、今井村、富田村、荒口村、泉沢村、下大屋村、飯土井村、新井村、東大室村と合併し南勢多郡荒砥村が成立する。
- 1896年4月1日 南勢多郡と東群馬郡が統合し勢多郡となる。
- 1957年2月20日 木瀬村と合併し城南村が成立する。
- 1967年5月1日 城南村が前橋市へ編入される。そのため前橋市西大室町となる。

### 地名の由来
古墳、大穴室などが数多いことによるものと、御諸別命の御諸が「大室」と転訛したものとの両説がある。また、東の多田山丘陵と西の古墳群の丘陵に囲まれた地形が、室生や御室山のように古くから人が住み、神が祀ってきた地とする説もある。

## 世帯数と人口
2017年（平成29年）8月31日現在の世帯数と人口は以下の通りである。
| 町丁     | 世帯数  | 人口    |
| -------- | ------- | ------- |
| 西大室町 | 525世帯 | 1,359人 |

## 小・中学校の学区
市立小・中学校に通う場合、学区は以下の通りとなる。
| 番地 | 小学校             | 中学校             |
| ---- | ------------------ | ------------------ |
| 全域 | 前橋市立大室小学校 | 前橋市立荒砥中学校 |

## 交通

### 鉄道
鉄道駅はない。

### 道路
国道は国道50号、県道は群馬県道76号前橋西久保線、群馬県道103号深津伊勢崎線、群馬県道114号苗ヶ島飯土井線が通っている。

## 施設
- 大室公園
- 前橋市立大室小学校
- 大室神社
- 小峰佐五右衛門の墓所